# Strzyżów (gemeente)
De gemeente Strzyżów is een stad- en landgemeente in het Poolse woiwodschap Subkarpaten, in powiat Strzyżowski.
De zetel van de gemeente is in Strzyżów.
Op 30 juni 2004 telde de gemeente 20 655 inwoners.

## Oppervlakte gegevens
In 2002 bedroeg de totale oppervlakte van gemeente Strzyżów 140,23 km², waarvan:
- agrarisch gebied: 67%
- bossen: 23%

De gemeente beslaat 27,86% van de totale oppervlakte van de powiat.

## Plaatsen
- Bonarówka - 178 mieszkańców
- Brzeżanka - 358 mieszkańców
- Dobrzechów - 1 621 mieszkańców
- Gbiska - 309 mieszkańców
- Glinik Charzewski - 913 mieszkańców
- Glinik Zaborowski - 579 mieszkańców
- Godowa - 2 177 mieszkańców
- Grodzisko - 1 063 mieszkańców
- Łętownia - 162 mieszkańców
- Tropie - 412 mieszkańców
- Wysoka Strzyżowska - 2 184 mieszkańców
- Zawadka - 372 mieszkańców
- Żarnowa - 915 mieszkańców
- Żyznów - 920 mieszkańców
- Strzyżów - 8 739 mieszkańców

## Demografie
Stand op 30 juni 2004:
| Omschrijving                   | Totaal | Totaal | Vrouwen | Vrouwen | Mannen | Mannen |
| ------------------------------ | ------ | ------ | ------- | ------- | ------ | ------ |
| eenheid                        | aantal | %      | aantal  | %       | aantal | %      |
| inwoners                       | 20 655 | 100    | 10 516  | 50,9    | 10 139 | 49,1   |
| bevolkingsdichtheid (inw./km²) | 147,3  | 147,3  | 75      | 75      | 72,3   | 72,3   |

In 2002 bedroeg het gemiddelde inkomen per inwoner 1146,48 zł.

## Aangrenzende gemeenten
Czudec, Korczyna, Niebylec, Wielopole Skrzyńskie, Wiśniowa, Wojaszówka